# Confessio Belgica
La Confessio Belgica est la confession de foi des églises réformées des Pays-Bas espagnols ou bien les Dix-Sept Provinces, écrite par Guy de Brès en 1561. L'adjectif belgica qualifie ici l'ensemble des territoires formés actuellement par les Pays-Bas et la Belgique.

## Histoire
Le texte, accompagné d'une adresse, a été écrit par Guy de Brès dans le but d'expliquer au roi Philippe II quelles étaient les croyances des réformés. Il s'agissait de démontrer que ces derniers n'étaient ni des rebelles, ni des hérétiques, mais des chrétiens, tout comme les catholiques, respectueux des lois civiles. De Brès espérait ainsi faire cesser les persécutions auxquelles étaient soumis ses coreligionnaires.
Le texte a subi l'influence des écrits de Calvin, notamment l'Institution de la religion chrétienne et la Confession de La Rochelle (ou Confessio Gallicana), mais il n'en reste pas moins une œuvre originale. Il a d'abord été écrit en français sous le titre Confession de Foy, puis traduit en latin (Confessio Belgica, titre sous lequel il est généralement connu) et en néerlandais (Belydenisse des gheloofs ou, en néerlandais moderne, Nederlandse geloofbelijdenis).
En 1566, la confession révisée fut adoptée lors d'un synode réuni à Anvers. Le texte, et non son contenu, fut à nouveau révisé lors du synode de Dordrecht (13 novembre 1618 - 9 mai 1619). Il fut alors reconnu comme l'une des trois références doctrinales (les Trois formes d'unité) à laquelle tous les ministres du culte des églises réformées étaient tenus de souscrire, les deux autres étant le catéchisme de Heidelberg et les canons de Dordrecht.
Cette confession est encore l'un des textes de référence de différentes Églises, notamment en Europe, en Amérique du Nord ou en Afrique du Sud. Il est aussi revendiqué (en particulier l'article 36) par le Staatkundig Gereformeerde Partij, parti protestant fondamentaliste néerlandais.

## Structure du texte
La Confession est constituée de 37 articles :
- Articles 1-2 : au sujet de l'existence et de la connaissance de Dieu;
- Articles 3-7 : au sujet de la Bible;
- Articles 8-11 : au sujet de la Trinité;
- Articles 12-15 : au sujet de la création et du péché originel;
- Article 16 : au sujet de l'élection éternelle;
- Articles 17-21 : au sujet de la personne et de l'œuvre du Christ;
- Articles 22-26 : au sujet de la foi;
- Articles 27-32 : au sujet de l'Église;
- Articles 33-35 : au sujet des sacrements du saint baptême et de la Sainte-Cène;
- Article 36 : au sujet de la fonction du gouvernement;
- Article 37 : au sujet du jugement dernier.